# Cave Without a Name

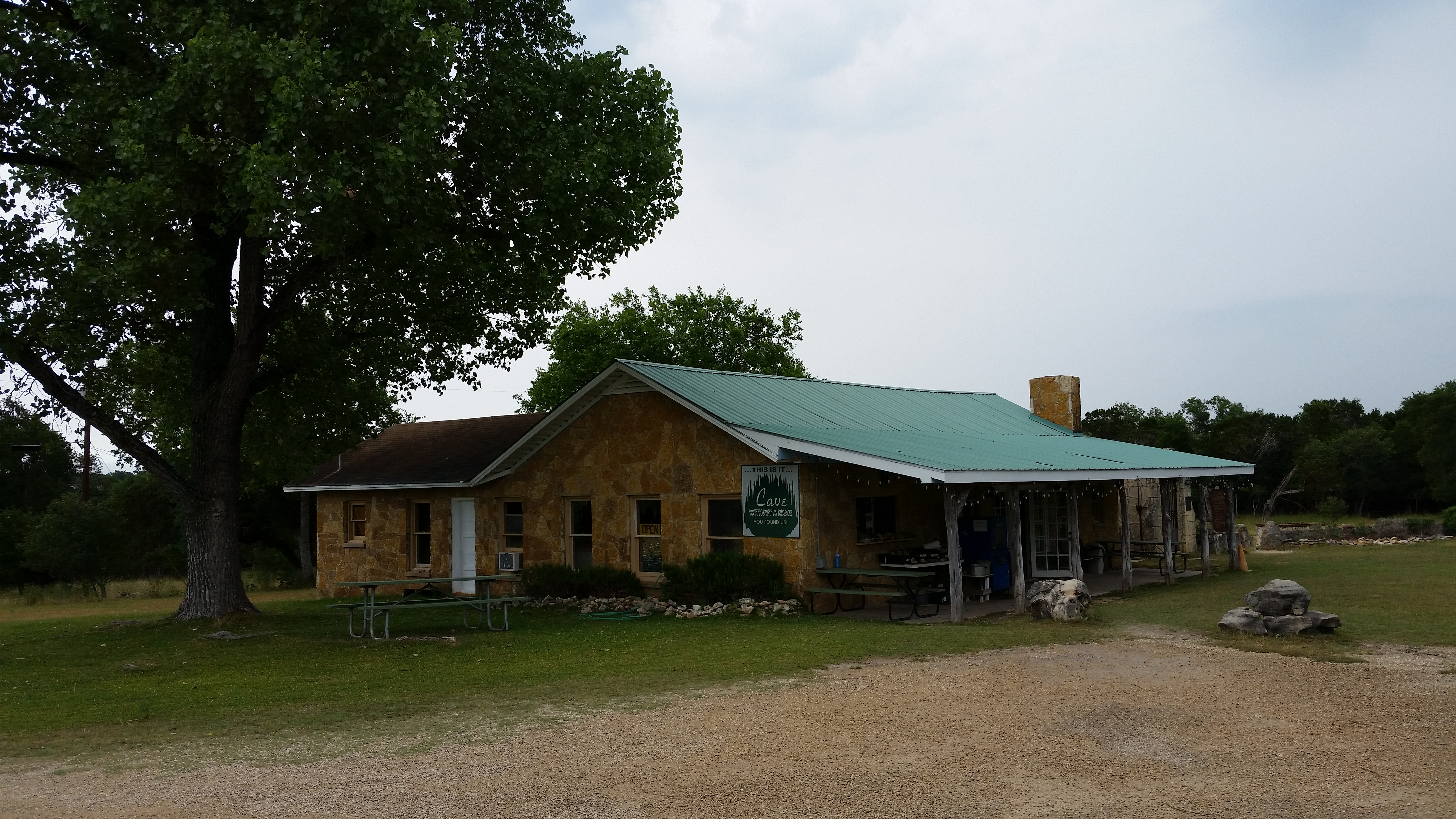
Cueva sin nombre tienda de regalos y antigua casa

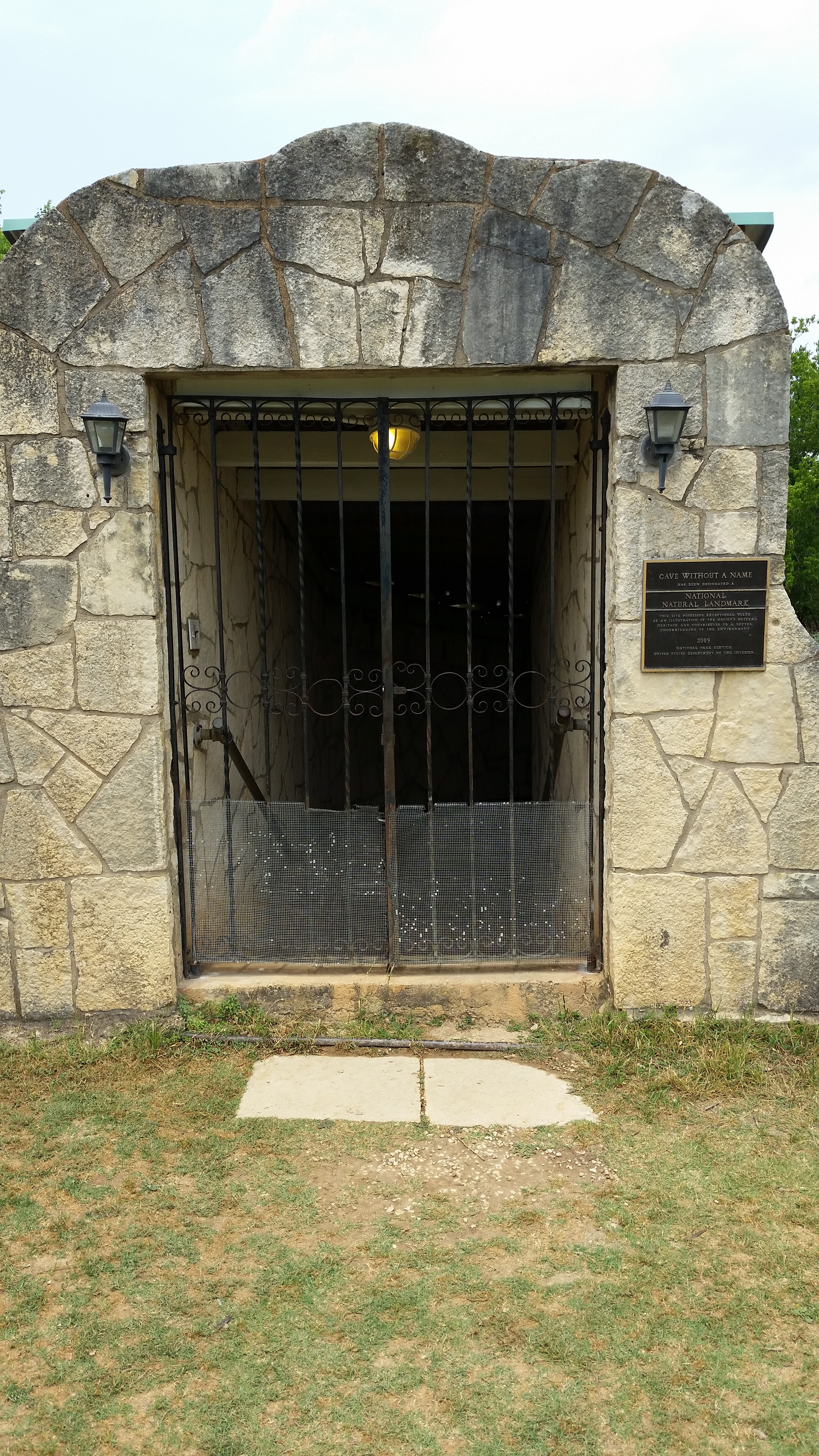
Entrada de la Cueva Sin Nombre con el marcador de Hito natural nacional

La Cave Without a Name o Cueva Sin Nombre, en español, es una piedra caliza solucional en la región de Texas Hill Country del centro de Texas. Es un Hito natural nacional.
La cueva se encuentra a 40 millas (64,4 km) del centro de San Antonio, y a 10 millas al noreste de Boerne en la FM 474 y Kreutzberg Road. Ha sido operado comercialmente como una cueva de exhibición y abierto para visitas públicas desde 1939. Es miembro de la Asociación Nacional de Cuevas.

## Historia
Aunque la cueva ha estado abierta al medio ambiente durante muchas decenas de miles de años, como demuestran los numerosos hallazgos de animales prehistóricos descubiertos en ella, el contacto humano conocido con la cueva no comenzó hasta principios del siglo XX, cuando un pequeño animal de granja quedó atrapado en la pequeña abertura externa de la cueva, conocida como sumidero.  La cueva volvió a pasar prácticamente desapercibida hasta la década de 1920, durante la época de la Prohibición, cuando se instaló una pequeña destilería de alcohol ilegal en la caverna superior.  Volvió a caer en el olvido hasta que tres niños de una granja local redescubrieron el sumidero en 1935. Se cree que estos niños fueron los primeros que entraron realmente en las cámaras principales de la cueva.
Tras el redescubrimiento, Jim Horn, el dueño original de la propiedad, decidió abrirla como empresa comercial. La cueva recibió su nombre tras su inauguración oficial en 1939, como se verificó en un artículo de periódico que cuelga en la tienda de regalos de la cueva, en un concurso estatal celebrado en 1940.  Un niño sugirió que la cueva "era demasiado bonita para tener un nombre", por lo que recibió el premio de 250 dólares en metálico que se concedía. El segundo propietario de la Cueva sin Nombre, Eugene Ebell, rebautizó la cueva con el nombre de "Cavernas del Siglo" a finales de la década de 1950, pero después de varios años de quejas por parte de los lugareños, el Sr. Ebell volvió a cambiar el nombre a Cueva sin Nombre.
Cave Without a Name fue declarada monumento natural por el National Park Service en febrero de 2009.

## Descripción
Construida en 1939, la escalera de entrada a la cueva tiene 126 escalones que descienden hasta aproximadamente 90 pies bajo la superficie. La cueva mantiene una temperatura constante de 66 grados durante todo el año.  Dentro de la cueva hay dos zonas principales. El conjunto principal de cámaras abiertas al público constituye la cueva espectáculo, que se extiende algo más de 400 metros. Esta parte de la cueva consta de 6 salas grandes y bien iluminadas llenas de espeleotemas incluyendo estalactitas, estalagmitas, helictitas, columnas y cortinas. La segunda zona principal de la cueva es un extenso conjunto de cavernas vinculadas a la extensión subterránea del Río Guadalupe. Durante una expedición de 1975 a la Cueva sin Nombre, los espeleólogos cartografiaron más de 3,5 kilómetros de cavernas, lo que la convierte en la séptima cueva más larga de Texas. En la actualidad, la cueva está siendo remapeada por un equipo de investigadores de la Universidad Estatal de Texas.
Debido a la gran acústica natural creada por 3 grandes cúpulas de solución en el techo de la gran sala del Trono de la Reina, la cueva acoge entre 8 y 12 conciertos cada año, con una asistencia de hasta 200 personas. Algunos de los tipos de conciertos más comunes consisten en música vocal, flauta nativa americana y cuencos tibetanos. Otras características singulares de la cueva son el conjunto de presas de piedra bajo la piscina natural alimentada por un manantial, las cortinas denominadas por los guías de la cueva "tocino de cueva del tamaño de Texas", y una colección de estalagmitas que se asemejan a un belén. En los meses de invierno, la cueva se convierte en el hogar de entre 5 y 10 docenas de murciélagos pipistrelle oriental. Los habitantes estacionales no interfieren en las visitas, ya que sólo utilizan la cueva para hibernar. Otro residente de la cueva es una rara salamandra ciega de Texas conocida como salamandra del Condado de Kendall que sólo puede encontrarse en la Cueva sin Nombre y en otra cueva de la zona, Cavernas de Cascade.
Además de las visitas a la Cave Without a Name, a 2010, los visitantes de la propiedad de 187 acres tienen acceso a más de una milla de rutas de senderismo, una búsqueda del tesoro, un bateo de gemas, geocachés, mesas de pícnic, zonas de acampada y un jardín de esculturas. Algunas actividades tienen un coste adicional. La tienda de regalos tiene una gran selección de rocas, piedras y fósiles a la venta, incluyendo numerosas catedrales de amatista, joyas y más. También hay una gran selección de geodas, tanto cortadas como sin cortar, así como un cortador de geodas en el lugar.

## Accidente
El 30 de abril de 2007, Thomas Summers III murió en una cueva cercana y conectada conocida como Dead Man's Cave.  Thomas Summers era el gerente de Cueva Sin Nombre y el hijo del tercer y actual propietario de la cueva, Thomas Summers, II. Él y otro empleado del parque, Brent Holbert, se habían adentrado en la Cueva del Hombre Muerto para investigar por qué el agua de las últimas lluvias no drenaba de la Cueva Sin Nombre.  Entraron nadando en la Cueva del Hombre Muerto, donde a veces sólo había cinco centímetros de espacio para respirar.  Los dos se separaron cuando Holbert decidió no seguir avanzando por el peligro y le dijo a Summers "larguémonos de aquí". Summers optó por avanzar unos metros más y poco después Holbert informó de que había oído sonidos de angustia y, tras no recibir respuesta a varios gritos, salió de la cueva para pedir ayuda.  El cuerpo de Thomas Summers fue recuperado por cavadores experimentados en buceo en cuevas unas horas después. Se trata de la segunda muerte documentada dentro del sistema de cavernas.